# Lorenzo Turrado Turrado
Lorenzo Turrado Turrado (20 de setembre de 1910, Pinilla de la Valdería - † 21 d'abril de 2002, Salamanca) fou un canonge espanyol, catedràtic i rector de la Universitat Pontifícia de Salamanca entre el 1952 i el 1964.
Fou doctor en filosofia i teologia per la Pontifícia Universitat Gregoriana i llicenciat en Sagrades Escriptures pel Pontifici Institut Bíblic. Arribà a la Universitat Pontifícia el 1943, on impartí classes de Sagrades Escriptures a la facultat de teologia. A més de rector, Lorenzo fou canonge lectoral d'Astorga i de Salamanca. Entre les seves publicacions destaquen Biblia Sacra iuxta Vulgatam Clementinam del 1946, juntament amb Alberto Colunga, més coneguda com la Bíblia Colunga-Turrado, i la Bíbliba Comentada VI. Fets dels Apòstols i Epístoles Paulines (1965).
Va participar al debat sobre fins a quin punt cada professor podia defensar les seves idees teològiques o calia homogenitzar els plantejaments, a favor del primer cas, que es va dur a terme del 1969 al 1969.